# Dendropsophus cerradensis
Dendropsophus cerradensis es una especie de anfibios de la familia Hylidae. Es endémica de Brasil.
Sus hábitats naturales incluyen sabanas secas, zonas de arbustos, marismas de agua dulce y corrientes intermitentes de agua. Está amenazada de extinción por la destrucción de su hábitat natural.